# Liste des espèces animales disparues durant la période historique
Dans cette liste, ne sont pas considérés les animaux préhistoriques (dinosaures, etc.), mais uniquement les animaux des temps historiques (période de l'histoire allant de l'Antiquité à l'époque moderne). Sont aussi exclues les sous-espèces, la signification de leur disparition pouvant être très différente. 
Beaucoup d'espèces éteintes durant cette partie de l'histoire ont été exterminées directement (par la chasse) ou indirectement (destruction de l'habitat naturel, importation ou introduction d'espèces étrangères, ou invasives) par l'homme.[réf. nécessaire]. Pour un classement chronologique, non par espèces, voir Chronologie des extinctions au cours de l'Holocène.

## Mammifères

### Cétacés
| Nom vernaculaire et Nom scientifique  | Date ou période d'extinction                                          | Continent |
| ------------------------------------- | --------------------------------------------------------------------- | --------- |
| Dauphin de Chine (Lipotes vexillifer) | 2007 (incertain, classé "en danger critique d'extinction" par l'UICN) | Asie      |

### Marsupiaux
| Noms commun et scientifique                           | Date ou période d'extinction                                          | Continent       |
| ----------------------------------------------------- | --------------------------------------------------------------------- | --------------- |
| Thylacine (Thylacinus cynocephalus)                   | 1936                                                                  | Océanie         |
| Rat-kangourou du désert (Caloprymnus campestris)      | 1935                                                                  | Océanie         |
| Potorou à face large (Potorous platyops)              | 1875                                                                  | Océanie         |
| Onychogale croissant (Onychogalea lunata)             | 1956                                                                  | Océanie         |
| Bandicoot du désert (Perameles eremiana)              | 1943                                                                  | Océanie         |
| Lièvre-wallaby de l'Est (Lagorchestes leporides)      | 1889                                                                  | Océanie         |
| Lièvre-wallaby du Centre (Lagorchestes asomatus)      | entre 1940 et 1970                                                    | Océanie         |
| Bandicoot-lapin à queue blanche (Macrotis leucura)    | années 1950                                                           | Océanie         |
| Bandicoot à pied de porc du Nord (Chaeropus yirratji) | années 1950                                                           | Océanie         |
| Bandicoot à pied de porc (Chaeropus ecaudatus)        | années 1950                                                           | Océanie         |
| Wallaby de Grey (Macropus greyi)                      | 1939                                                                  | Océanie         |
| Opossum gracile à ventre rouge (Cryptonatus ignitus)  | 1962                                                                  | Amérique du Sud |
| Opossum à rayure unique (Monodelphis unistriata)      | 1899 (incertain, classé "en danger critique d'extinction" par l'UICN) | Amérique du Sud |
| Bettong de Nullarbor (Bettongia pusilla)              | inconnue                                                              | Océanie         |
| Couscous des Telefols (Phalanger matanim)             | 1997 (incertain, classé "en danger critique d'extinction" par l'UICN) | Océanie         |

### Chiroptères
| Noms commun et scientifique                                                 | Date ou période d'extinction                                                 | Continent        |
| --------------------------------------------------------------------------- | ---------------------------------------------------------------------------- | ---------------- |
| Chauve-souris frugivore de Porto Rico (Phyllonycteris major)                | Inconnue                                                                     | Amérique du Nord |
| Pipistrelle de Sturdee (Pipistrellus sturdeei)                              | 2000                                                                         | Asie             |
| Pipistrelle de l'île Christmas (Pipistrellus murrayi)                       | 2009                                                                         | Asie             |
| Roussette à nez en tube de Nendo (Nyctimene sanctacrucis)                   | 1907 (incertain, classée "données insuffisantes" par l'UICN)                 | Océanie          |
| Renard volant d'Aru (Pteropus aruensis)                                     | 1992 (incertain, classé "en danger critique d'extinction par l'UICN)         | Océanie          |
| Renard volant de l'île Percy (Pteropus brunneus)                            | 1874                                                                         | Océanie          |
| Renard volant d'Okinawa (Pteropus loochoensis)                              | Inconnue (incertain, classé "données insuffisantes" par l'UICN)              | Asie             |
| Grand renard volant des Palaos (Pteropus pilosus)                           | 1874                                                                         | Océanie          |
| Roussette rougette (Pteropus subniger)                                      | entre 1864 et 1873                                                           | Afrique          |
| Renard volant de Guam (Pteropus tokudae)                                    | années 1970                                                                  | Océanie          |
| Grande chauve-souris à queue courte de Nouvelle-Zélande (Mystacina robusta) | 1965 (incertain, classée "en danger critique d'extinction" par l'UICN)       | Océanie          |
| Chauve-souris sombre à nez en tube (Murina tenebrosa)                       | 1962 (incertain, classée "en danger critique d'extinction" par l'UICN)       | Asie             |
| Chauve-souris à grandes oreilles de Lord Howe (Nyctophilus howensis)        | 1972                                                                         | Océanie          |
| Chauve-souris des hauteurs à tête de singe (Pteralopex pulchra)             | années 1990 (incertain, classée "en danger critique d'extintion" par l'UICN) | Océanie          |
| Chauve-souris des Hauts (Scotophilus borbonicus)                            | 1902                                                                         | Afrique          |
| Chauve-souris à longues oreilles de Lord Howe (Nyctophilus howensis)        | vers 1972                                                                    | Océanie          |

### Insectivores
| Noms commun et scientifique                            | Date ou période d'extinction                                           | Continent        |
| ------------------------------------------------------ | ---------------------------------------------------------------------- | ---------------- |
| Nésophonte d'Atalaye (Nesophontes hypomicrus)          | inconnue                                                               | Amérique du Nord |
| Nésophonte de l'ouest de Cuba (Nesophontes micrus)     | XVIe siècle                                                            | Amérique du Nord |
| Nésophonte de Saint Michel (Nesophontes paramicrus)    | XVIe siècle                                                            | Amérique du Nord |
| Nésophonte haïtien (Nesophontes zamicrus)              | XVIe siècle                                                            | Amérique du Nord |
| Petit nésophonte de Cuba (Nesophontes submicrus)       | inconnue                                                               | Amérique du Nord |
| Nésophonte de Porto Rico (Nesophontes edithae)         | XVIe siècle                                                            | Amérique du Nord |
| Nésophonte des Iles Caïmans (Nesophontes hemicingulus) | entre 1504 et 1774                                                     | Amérique du Nord |
| Nésophonte effilé de Cuba (Nesophontes longirostris)   | inconnue                                                               | Amérique du Nord |
| Grand nésophonte de Cuba (Nesophontes major)           | XVIe siècle                                                            | Amérique du Nord |
| Nésophonte cubain (Nesophontes superstes)              | inconnue                                                               | Amérique du Nord |
| Solénodon géant (Solenodon arredondoi)                 | inconnue                                                               | Amérique du Nord |
| Solénodon de Marcano (Solenodon marcanoi)              | inconnue                                                               | Amérique du Nord |
| Musaraigne géante de Corse (Asoriculus corsicanus)     | inconnue                                                               | Europe           |
| Musaraigne de l'île Christmas (Crocidura trichura)     | 1985 (incertain, classée "en danger critique d'extinction" par l'UICN) | Asie             |
| Musaraigne de Wimmer (Crocidura wimmeri)               | 1976 (incertain, classée "en danger critique d'extinction" par l'UICN) | Afrique          |
| Taupe dorée de De Winton (Cryptochloris wintoni)       | 1937 (incertain, classée "en danger critique d'extinction" par l'UICN) | Afrique          |

### Primates
| Noms commun et scientifique                           | Date ou période d'extinction                                               | Continent        |
| ----------------------------------------------------- | -------------------------------------------------------------------------- | ---------------- |
| Lémurs koalas (genre Megaladapis)                     | entre 1280 et 1420                                                         | Afrique          |
| Archéoindris (Archaeoindris fontoynontii)             | vers 350 av. J.-C.                                                         | Afrique          |
| Archéolémurs (genre Archaeolemur)                     | entre 1047 et 1280                                                         | Afrique          |
| Babakotia (Babakotia radiofilai)                      | inconnue                                                                   | Afrique          |
| Aye-aye géant (Daubentonia robusta)                   | vers l'an 1000                                                             | Afrique          |
| Hadropithèque (Hadropithecus stenognathus)            | entre 444 et 772                                                           | Afrique          |
| Mésopropithèques (genre Mesopropithecus)              | entre 570 et 679                                                           | Afrique          |
| Pachylémurs (genre Pachylemur)                        | entre 680 et 960                                                           | Afrique          |
| Paléopropithèques (genre Palaeopropithecus)           | entre 1300 et 1620                                                         | Afrique          |
| Singe de la Jamaïque (Xenothrix mcgregori)            | vers 1100                                                                  | Amérique du Nord |
| Singe d'Hispaniola (Antillothrix bernensis)           | XVIe siècle                                                                | Amérique du Nord |
| Singe d'Haïti (Insulacebus toussaintiana)             | inconnue                                                                   | Amérique du Nord |
| Colobe rouge de Miss Waldron (Piliocolobus waldronae) | inconnue (incertain, classée "en danger critique d'extinction" par l'UICN) | Afrique          |

### Lagomorphes
| Noms commun et scientifique                | Date ou période d'extinction                                               | Continent       |
| ------------------------------------------ | -------------------------------------------------------------------------- | --------------- |
| Pika sarde (Prolagus sardus)               | XVIIIe ou XIXe siècle                                                      | Europe          |
| Lapin à queue blanche (Sylvilagus insonus) | inconnue (incertain, classée "en danger critique d'extinction" par l'UICN) | Amérique du Sud |

### Rongeurs
| Noms commun et scientifique                                        | Date ou période d'extinction                                                  | Continent        |
| ------------------------------------------------------------------ | ----------------------------------------------------------------------------- | ---------------- |
| Souris épineuse de Chypre (Acomys nesiotes)                        | 2007 (incertain, classée "données insuffisantes" par l'UICN)                  | Asie             |
| Rat des grottes d'Oriente (Boromys offella)                        | inconnue                                                                      | Amérique du Nord |
| Rat des grottes de Torre (Boromys torrei)                          | inconnue                                                                      | Amérique du Nord |
| Rat comestible d'Haïti (Brotomys contractus)                       | inconnue                                                                      | Amérique du Nord |
| Rat comestible d'Hispaniola (Brotomys voratus)                     | inconnue                                                                      | Amérique du Nord |
| Rat géant de Tenerife (Canariomys bravoi)                          | vers 1000 av. J.-C.                                                           | Afrique          |
| Rat géant de la Grande Canarie (Canariomys tamarani)               | inconnue                                                                      | Afrique          |
| Rat-lièvre à pieds blancs (Conilurus albipes)                      | 1857                                                                          | Océanie          |
| Rat-lièvre des grottes du Capricorne (Conilurus capricornensis)    | inconnue                                                                      | Océanie          |
| Rat de Buhler (Coryphomys buehleri)                                | inconnue                                                                      | Asie             |
| Lapin cubain (Geocapromys columbianus)                             | XVe ou XVIe siècle                                                            | Amérique du Nord |
| Hutia de la Petite Ile Swan (Geocapromys thoracatus)               | 1955                                                                          | Amérique du Nord |
| Hutia géant à dents plates (Elasmodontomys obliquus)               | vers 460 av. J.-C.                                                            | Amérique du Nord |
| Rat cavernicole antillais (Heteropsomys antillensis)               | inconnue                                                                      | Amérique du Nord |
| Rat cavernicole insulaire (Heteropsomys insulans)                  | inconnue                                                                      | Amérique du Nord |
| Faux hutia (Hexolobodon phenax)                                    | inconnue                                                                      | Amérique du Nord |
| Hutia des hauteurs (Isolobodon montanus)                           | inconnue                                                                      | Amérique du Nord |
| Hutia de Porto Rico (Isolobodon portoricensis)                     | XIXe ou XXe siècle                                                            | Amérique du Nord |
| Souris de Candango (Juscelinomys candango)                         | 1960                                                                          | Amérique du Sud  |
| Petit rat des brindilles (Leporillus apicalis)                     | 1933                                                                          | Océanie          |
| Rat musqué de Barbuda (Megalomys audreyae)                         | inconnue                                                                      | Amérique du Nord |
| Rat musqué de la Martinique (Megalomys desmarestii)                | 1902                                                                          | Amérique du Nord |
| Rat musqué de Sainte-Lucie (Megalomys luciae)                      | 1881                                                                          | Amérique du Nord |
| Rat géant des Galapagos (Megaoryzomys curioi)                      | inconnue                                                                      | Amérique du Sud  |
| Rat sombre de Zuniga (Melanomys zunigae)                           | 1949 (incertain, classé "en danger critique d'extinction" par l'UICN)         | Amérique du Sud  |
| Rat de Bramble Cay (Melomys rubicola)                              | 2015                                                                          | Océanie          |
| Hutia nain (Mesocapromys nanus)                                    | 1937 (incertain, classé "en danger critique d'extinction" par l'UICN)         | Amérique du Nord |
| Hutia de San Felipe (Mesocapromys sanfelipensis)                   | 1978 (incertain, classé "en danger critique d'extinction" par l'UICN)         | Amérique du Nord |
| Campagnol endémique de Corse (Microtus henseli)                    | inconnue                                                                      | Europe           |
| Hutia de Garrido (Mysateles garridoi)                              | 1989 (incertain, classé "en danger critique d'extinction" par l'UICN)         | Amérique du Nord |
| Rat des bois d'Anthony (Neotoma anthonyi)                          | inconnue                                                                      | Amérique du Nord |
| Rat des bois de Bunker (Neotoma bunkeri)                           | années 1930                                                                   | Amérique du Nord |
| Rat des bois de Saint Martin (Neotoma martinensis)                 | années 1950                                                                   | Amérique du Nord |
| Souris de Darwin (Nesoryzomys darwini)                             | années 1930                                                                   | Amérique du Sud  |
| Souris de Santa Cruz (Nesoryzomys indefessus)                      | années 1930                                                                   | Amérique du Sud  |
| Souris d'eau éthiopienne (Nilopegamys plumbeus)                    | 1928 (incertain, classée "en danger critique d'extinction" par l'UICN)        | Afrique          |
| Rat de Vespucci (Noronhomys vespucii)                              | XVIe siècle                                                                   | Amérique du Sud  |
| Souris sauteuse d'Australie à queue courte (Notomys amplus)        | 1896                                                                          | Océanie          |
| Souris sauteuse d'Australie à longue queue (Notomys longicaudatus) | 1901                                                                          | Océanie          |
| Souris sauteuse d'Australie à grandes oreilles (Notomys macrotis)  | 1843                                                                          | Océanie          |
| Souris sauteuse des Darling Downs (Notomys mordax)                 | années 1840                                                                   | Océanie          |
| Grande souris sauteuse (Notomys robustus)                          | inconnue                                                                      | Océanie          |
| Rat pygmée de Saint-Vincent (Oligoryzomys victus)                  | 1892                                                                          | Amérique du Nord |
| Rat de la Jamaïque (Oryzomys antillarum)                           | XIXe siècle                                                                   | Amérique du Nord |
| Rat des Tres Marias (Oryzomys nelsoni)                             | 1897                                                                          | Amérique du Nord |
| Rat arboricole géant de Verhoeven (Papagomys theodorverhoeveni)    | inconnue                                                                      | Asie             |
| Rat de Niévès (Pennatomys nivalis)                                 | inconnue                                                                      | Amérique du Nord |
| Souris de l'île Angel de la Guarda (Peromyscus guardia)            | 1991 (incertain, classée "en danger critique d'extinction" par l'UICN)        | Amérique du Nord |
| Souris de Puebla (Peromyscus mekisturus)                           | années 1950 (incertain, classée "en danger critique d'extinction" par l'UICN) | Amérique du Nord |
| Souris de Pemberton (Peromyscus pembertoni)                        | 1931                                                                          | Amérique du Nord |
| Souris à grandes oreilles (Pseudomys auritus)                      | XIXe siècle                                                                   | Océanie          |
| Souris bleue-grise (Pseudomys glaucus)                             | 1956                                                                          | Océanie          |
| Souris de Gould (Pseudomys gouldii)                                | 1857                                                                          | Océanie          |
| Hutia à dents blanches (Plagiodontia araeum)                       | inconnue                                                                      | Amérique du Nord |
| Hutia de Samaná (Plagiodontia ipnaeum)                             | inconnue                                                                      | Amérique du Nord |
| Rat de Maclear (Rattus macleari)                                   | 1903                                                                          | Asie             |
| Rat bouledogue (Rattus nativitatis)                                | 1903                                                                          | Asie             |
| Mulot endémique corse (Rhagamys orthodon)                          | inconnue                                                                      | Europe           |
| Rat à queue nue des îles Florida (Solomys salamonis)               | XIXe ou XXe siècle (incertain, classé "données insuffisantes par l'UICN)      | Océanie          |
| Rat à queue nue de Buka (Solomys spriggsarum)                      | inconnue                                                                      | Océanie          |
| Rat des cavernes de Florès (Spelaeomys florensis)                  | inconnue                                                                      | Asie             |
| Rat géant d'Emma (Uromys emmae)                                    | années 1990 (incertain, classé "en danger critique d'extinction" par l'UICN)  | Océanie          |
| Rat impérial (Uromys imperator)                                    | inconnue (incertain, classé "en danger critique d'extinction par l'UICN)      | Océanie          |
| Rat de Guadalcanal (Uromys porculus)                               | 1888 (incertain, classé "en danger critique d'extinction par l'UICN)          | Océanie          |

### Xénarthres
| Noms commun et scientifique                                            | Date ou période d'extinction | Continent        |
| ---------------------------------------------------------------------- | ---------------------------- | ---------------- |
| Paresseux géants des Antilles (genres Acratocnus, Megalocnus, Neocnus) | inconnue                     | Amérique du Nord |

### Proboscidiens
| Noms commun et scientifique                 | Date ou période d'extinction | Continent(s)                   |
| ------------------------------------------- | ---------------------------- | ------------------------------ |
| Eléphant nain de Sicile (Elephas falconeri) | vers 500 av. J.-C.           | Europe                         |
| Mammouth laineux (Mammuthus primigenius)    | vers 1800 av. J.-C.          | Europe, Asie, Amérique du Nord |

### Artiodactyles
| Noms commun et scientifique                                  | Date ou période d'extinction                                                           | Continent(s)          |
| ------------------------------------------------------------ | -------------------------------------------------------------------------------------- | --------------------- |
| Aurochs (Bos primigenius)                                    | 1627                                                                                   | Europe, Asie, Afrique |
| Kouprey (Bos sauveli)                                        | années 1970 (incertain, classé "en danger critique d'extinction" par l'UICN)           | Asie                  |
| Buffle géant (Pelorovis antiquus)                            | vers 3000 av. J.-C.                                                                    | Afrique               |
| Chèvre des cavernes des îles Baléares (Myotragus balearicus) | vers 3000 av. J.-C.                                                                    |                       |
| Hippotrague bleu (Hippotragus leucophaeus)                   | 1799 ou 1800                                                                           | Afrique               |
| Gazelle rouge (Eudorcas rufina)                              | XIXe siècle (validité du taxon incertaine, classée "données insuffisantes" par l'UICN) | Afrique               |
| Gazelle de la Reine de Saba (Gazella bilkis)                 | 1951                                                                                   | Asie                  |
| Gazelle saoudienne (Gazella saudiya)                         | 2008                                                                                   | Asie                  |
| Cerf de Schomburgk (Cervus schomburgki)                      | 1938                                                                                   | Asie                  |
| Hippopotame nain de Madagascar (Hippopotamus lemerlei)       | vers 500                                                                               | Afrique               |
| Hippopotame de Madagascar (Hippopotamus madgascariensis)     | vers 1500                                                                              | Afrique               |
| Grand hippopotame de Madagascar (Hippopotamus laloumena)     | inconnue                                                                               | Afrique               |
| Cochon de Heude (Sus bucculentus)                            | 1995                                                                                   | Asie                  |

### Siréniens
| Noms commun et scientifique             | Date ou période d'extinction | Océan     |
| --------------------------------------- | ---------------------------- | --------- |
| Rhytine de Steller (Hydrodamalis gigas) | 1768                         | Pacifique |

### Carnivora
| Noms commun et scientifique                     | Date ou période d'extinction                                                  | Continent        |
| ----------------------------------------------- | ----------------------------------------------------------------------------- | ---------------- |
| Loup des Malouines (Dusicyon australis)         | 1876                                                                          | Amérique du Sud  |
| Loup de Patagonie (Dusicyon avus)               | entre 1454 et 1626                                                            | Amérique du Sud  |
| Vison de mer (Neovison macrodon)                | 1894                                                                          | Amérique du Nord |
| Otarie du Japon (Zalophus japonicus)            | 1974                                                                          | Asie             |
| Phoque moine des Caraïbes (Monachus tropicalis) | 1952                                                                          | Amérique du Nord |
| Fossa géant (Cryptoprocta spelea)               | avant 1400                                                                    | Afrique          |
| Civette à grandes taches (Viverra civettina)    | années 1990 (incertain, classée "en danger critique d'extinction" par l'UICN) | Asie             |

## Oiseaux
Voir liste des espèces d'oiseaux disparues.

## Reptiles

### Crocodiliens
| Noms commun et scientifique                                         | Date ou période d'extinction | Continent |
| ------------------------------------------------------------------- | ---------------------------- | --------- |
| Crocodile terrestre de Nouvelle-Calédonie (Mekosuchus inexpectatus) | inconnue                     | Océanie   |
| Crocodile terrestre du Vanuatu (Mekosuchus kalpokasi)               | vers 1000 av. J.-C.          | Océanie   |

### Tortues
| Noms commun et scientifique                                | Date ou période d'extinction                                                           | Continent       |
| ---------------------------------------------------------- | -------------------------------------------------------------------------------------- | --------------- |
| Tortue géante de La Réunion (Cylindraspis indica)          | années 1840                                                                            | Afrique         |
| Tortue géante à selle de Maurice (Cylindraspis inepta)     | entre 1735 et 1845                                                                     | Afrique         |
| Tortue géante à dôme de Rodrigues (Cylindraspis peltastes) | entre 1790 et 1802                                                                     | Afrique         |
| Tortue géante à dôme de Maurice (Cylindraspis triserrata)  | entre 1735 et 1845                                                                     | Afrique         |
| Tortue géante à selle de Rodrigues (Cylindraspis vosmaeri) | entre 1790 et 1802                                                                     | Afrique         |
| Tortue géante de l'île Pinta (Chelonoidis abingdonii)      | 2012 ( Réapparition de l'espèce fin 2012, puis janvier 2020 : à confirmer par l'UICN ) | Amérique du Sud |
| Meiolania de Nouvelle-Calédonie (Meiolania mackayi)        | vers 450                                                                               | Océanie         |

### Lézards
| Noms commun et scientifique                                  | Date ou période d'extinction                                                       | Continent        |
| ------------------------------------------------------------ | ---------------------------------------------------------------------------------- | ---------------- |
| Alinea luciae                                                | 2020                                                                               | Sainte-Lucie     |
| Caméléon nain de Chapman (Rhampholeon chapmanorum)           | 1998 (incertain, classé "en danger critique d'extinction" par l'UICN)              | Afrique          |
| Lézard géant de La Palma (Gallotia auaritae)                 | 2007 (incertain, classé "en danger critique d'extinction" par l'UICN)              | Afrique          |
| Gecko diurne géant de Rodrigues (Phelsuma gigas)             | 1842                                                                               | Afrique          |
| Gecko diurne de Rodrigues (Phelsuma edwardnewtoni)           | 1917                                                                               | Afrique          |
| Gecko de Delcourt (Hoplodactylus delcourti)                  | 1870                                                                               | Océanie          |
| Lézard à queue bouclée de la Navasse (Leiocephalus eremitus) | XIXe siècle                                                                        | Amérique du Nord |
| Holotropide de L'Herminier (Leiocephalus herminieri)         | 1830                                                                               | Amérique du Nord |
| Améive de la Guadeloupe (Pholidoscelis cineraceus)           | 1928                                                                               | Amérique du Nord |
| Grand améive (Pholidoscelis major)                           | inconnue                                                                           | Amérique du Nord |
| Lézard géant de la Jamaïque (Celestus occiduus)              | 1840 (incertain, classé "en danger critique d'extinction" par l'UICN)              | Amérique du Nord |
| Grand scinque de Sainte-Croix (Spondylurus magnacruzae)      | inconnue (incertain, classé "en danger critique d'extinction" par l'UICN)          | Amérique du Nord |
| Scinque de Monito (Spondylurus monitae)                      | inconnue (incertain, classé "en danger critique d'extinction" par l'UICN)          | Amérique du Nord |
| Grand scinque des Iles Vierges (Spondylurus spilonotus)      | inconnue (incertain, classé "en danger critique d'extinction" par l'UICN)          | Amérique du Nord |
| Petit scinque de Sainte-Croix (Capitellum parvicruzae)       | inconnue (incertain, classé "en danger critique d'extinction" par l'UICN)          | Amérique du Nord |
| Grand scinque (Leiolopisma ceciliae)                         | inconnue                                                                           | Afrique          |
| Scinque géant de Maurice (Leiolopisma mauritiana)            | entre 1600 et 1650                                                                 | Afrique          |
| Scinque géant du Cap-Vert (Chioninia coctei)                 | 1940                                                                               | Afrique          |
| Scinque terrestre des Tonga (Tachygyia microlepis)           | inconnue                                                                           | Océanie          |
| Scinque du Northland (Oligosoma northlandi)                  | inconnue                                                                           | Océanie          |
| Seps à longue queue d'Eastwood (Tetradactylus eastwoodae)    | 1911                                                                               | Afrique          |
| Anole géante de Roosevelt (Anolis roosevelti)                | entre 1932 et 1980 (incertain, classé "en danger critique d'extinction par l'UICN) | Amérique du Nord |
| Scinque de Whiptail de l'île Chrismas (Emoia nativitatis)    | 2019                                                                               | Asie             |
| Léiocéphale roquet (Leiocephalus roquetus)                   | vers 1900                                                                          | Amérique du Nord |

### Serpents
| Noms commun et scientifique                            | Date ou période d'extinction                                                  | Continent         |
| ------------------------------------------------------ | ----------------------------------------------------------------------------- | ----------------- |
| Boa fouisseur de l'île Ronde (Bolyeria multocarinata)  | 1974                                                                          | Afrique           |
| Typhlops de Maurice (Madatyphlops cariei)              | XVIIe siècle                                                                  | Afrique           |
| Couleuvre de la Jamaïque (Hypsirhynchus ater)          | années 1970 (incertain, classée "en danger critique d'extinction" par l'UICN) | Amérique du Nord  |
| Couleuvre de Sainte-Croix (Borikenophis sanctaecrucis) | 1898 (incertain, classée "en danger critique d'extinction" par l'UICN)        | Amérique du Nord  |
| Couresse de la Barbade (Erythrolamprus perfuscus)      | 1961                                                                          | Amérique du Nord  |
| Couleuvre de la Sierra de Agalta (Omoadiphas cannula)  | inconnue (incertain, classée "en danger critique d'extinction" par l'UICN)    | Amérique centrale |

## Amphibia
| Noms commun et scientifique                                   | Date ou période d'extinction                                               | Continent ou pays |
| ------------------------------------------------------------- | -------------------------------------------------------------------------- | ----------------- |
| Grenouille arlequin Chiriqui (Atelopus chiriquiensis)         | vers 1996                                                                  | Amérique centrale |
| Crapaud à pied rond (Atelopus senex)                          | vers 2010                                                                  | Amérique centrale |
| Atelopus vogli                                                | 2009                                                                       | Venezuela         |
| Grenouille feuille du genou épineux (Phrynomedusa fimbriata)  | 1920                                                                       | Amérique du Sud   |
| Grenouille léopard de Tlaloc (Rana tlaloci)                   | inconnue (incertain, classée "en danger critique d'extinction" par l'UICN) | Amérique du Nord  |
| Grenouille plate à incubation gastrique (Rheobatrachus silus) | 2001                                                                       | Australie         |
| Grenouille à incubation gastrique (Rheobatrachus vitellinus)  | 2001                                                                       | Australie         |
| Crapaud de Monteverde (Incilius periglenes)                   | vers 1989                                                                  | Amérique du Nord  |
| Aucun nom vernaculaire trouvée (Craugastor myllomyllon)       | inconnue                                                                   | Amérique centrale |
| Aucun nom vernaculaire trouvée (Craugastor chrysozetetes)     | inconnue (incertain, classée "en danger critique d'extinction" par l'UICN) | Amérique centrale |
| Triton du lac Yunnan (Cynops wolterstorffi)                   | 1979                                                                       | Asie              |
| Salamandre de Bay Springs (Plethodon ainsworthi)              | 1964                                                                       | Amérique du Nord  |

## Poissons
| Noms commun et scientifique                          | Date ou période d'extinction                                               | Continent ou pays |
| ---------------------------------------------------- | -------------------------------------------------------------------------- | ----------------- |
| Alburnus akili                                       | 1998                                                                       | Turquie           |
| Alburnus nicaeensis                                  | fin du ⅩⅩème siècle                                                        | Turquie           |
| Anabarilius macrolepis                               | déclaré éteinte en 2011 mais aucune observation depuis 1983                | Chine             |
| Anatolichthys splendens                              | 2013                                                                       | Turquie           |
| Atherinella callida                                  | inconnue                                                                   | Mexique           |
| Meunier de la rivière Snake (Chasmistes muriei)      | vers 1981                                                                  | Amérique du Nord  |
| Meunier de Harelip (Lagochila lacera)                | 1910                                                                       | Amérique du Nord  |
| Chabot du lac Utah (Cottus echinatus)                | 1928                                                                       | Amérique du Nord  |
| Naseux mexicain (Evarra bustamantei)                 | 1983                                                                       | Amérique centrale |
| Chevet du Plateau (Evarra eigenmanni)                | 1894                                                                       | Amérique centrale |
| Chevet endoréique (Evarra tlahuacensis)              | 1901                                                                       | Amérique centrale |
| Whiteline Topminnow (Fundulus albolineatus)          | 1900                                                                       | Amérique du Nord  |
| Lac Titicaca poisson à tête plate (Orestias cuvieri) | 1937                                                                       | Amérique du Nord  |
| Killifish de Ash Meadows (Empetrichthys merriami)    | vers 1950                                                                  | Amérique du Nord  |
| San Marcos Gambusia (Gambusia georgei)               | 1953                                                                       | Amérique du Nord  |
| Ombre néo-zélandaise (Prototroctes oxyrhynchus)      | 1920                                                                       | Australie         |
| Cisco à longues mâchoires (Coregonus alpenae)        | 1978                                                                       | Amérique du Nord  |
| Cisco d'eau profonde (Coregonus johannae)            | 1955                                                                       | Amérique du Nord  |
| Truite argentée (Salvelinus agassizii)               | 1930                                                                       | Amérique du Nord  |
| Houting de la mer du Nord (Coregonus oxyrinchus)     | 2005                                                                       | Europe            |
| Greasefish (Rhizosomichthys totae)                   | inconnue (incertain, classée "en danger critique d'extinction" par l'UICN) | Amérique du Sud   |
| Poisson-chat plat siamois (Platytropius siamensis)   | 1980                                                                       | Asie              |
| Poisson à main lisse (Sympterichthys unipennis)      | vers 1950                                                                  | Océanie           |
| Puntius amarus (barbodes amarus)                     | vers 2000                                                                  | Asie              |
| Puntius baolan (barbodes baoulan)                    | vers 2000                                                                  | Asie              |
| Puntius clemensi (barbodes clemensi)                 | 1926                                                                       | Asie              |
| Puntius disa (barbodes disa)                         | 1932                                                                       | Asie              |
| Espadon chinois (Psephurus gladius)                  | 2005                                                                       | Asie              |
| Requin perdu (Carcharrhinus obsolerus)               | inconnue (incertain, classée "en danger critique d'extinction" par l'UICN) | Asie              |
| Bitungu (Barbodes truncatulus)                       | vers 2000                                                                  | Asie              |
| Requin-baliai (Carcharhinus hemiodon)                | inconnue (incertain, classée "en danger critique d'extinction" par l'UICN) | Asie              |
| Parras Pupfish (Cyprinodon latifasciatus)            | 1930                                                                       | Amérique Centrale |

## Insectes
| Noms commun et scientifique                                      | Date ou période d'extinction                                               | Continent ou pays |
| ---------------------------------------------------------------- | -------------------------------------------------------------------------- | ----------------- |
| Alloperla roberti                                                | 1860                                                                       | États-Unis        |
| Ameles fasciipennis                                              | vers 1870                                                                  | Italie            |
| Pyrale du châtaignier (Argyresthia castaneella)                  | fin du ⅩⅩème siècle                                                        | États-Unis        |
| Ephémère de la rivière Pecatonica (Acanthametropus pecatonica)   | vers 1990                                                                  | Amérique du Nord  |
| Katydid à dos de bouclier des dunes d'Antioche (Neduba extincta) | 1996                                                                       | Amérique du Nord  |
| Dard de Sainte-Hélène (Sympetrum dilatatum)                      | inconnue (incertain, classée "en danger critique d'extinction" par l'UICN) | Afrique           |
| Dendroctone de l'île Stephens (Mecodema punctellum)              | 1931                                                                       | Océanie           |
| Papillon hedyleptan du bananier de Maui (Hedylepta musicola)     | inconnue (classé "données insuffisantes" par l'UINC)                       | Amérique du Nord  |
| Papillon Levuana (Levuana iridescens)                            | 1920                                                                       | Amérique du Nord  |
| Chamois de la rivière Mbashe (Deloneura immaculata)              | vers 1864                                                                  | Afrique           |
| Bleu de Xerces (Glaucopsyche xerces)                             | 1940                                                                       | Amérique du Nord  |
| Bleu de Morant (Lepidochrysops hypopolia)                        | vers 1879                                                                  | Afrique           |
| Urania de Sloane (Urania sloanus)                                | vers 1905                                                                  | Amérique du Nord  |
| Caddysfly de Tobias (Hydropsyche tobiasi)                        | 1920                                                                       | Europe            |
| Criquet des montagnes Rocheuses (Melanoplus spretus)             | 1902                                                                       | Amérique du Nord  |

## Crustacés
| Noms commun et scientifique                            | Date ou période d'extinction | Continent ou pays |
| ------------------------------------------------------ | ---------------------------- | ----------------- |
| Afrocyclops pauliani                                   | vers 1950                    | Madagascar        |
| Crevettes d'eau douce de Pasadena (syncaris pasadenas) | vers 1933                    | Amérique du Nord  |

## Mollusca

### Gastéropoda
- Achatinellidae :
  - Achatinella abbreviata - Endémique de l'île Oahu, éteint ;
  - Achatinella buddii - Endémique de l'île Oahu, éteint
  - Achatinella caesia - Endémique de l'île Oahu, éteint
  - Achatinella casta - Endémique de l'île Oahu, éteint
  - Achatinella decora - Endémique de l'île Oahu], éteint
  - Achatinella dimorpha - Endémique de l'île Oahu, éteint
  - Achatinella elegans - Endémique de l'île Oahu, éteint
  - Achatinella juddii - Endémique de l'île Oahu, éteint
  - Achatinella juncea - Endémique de l'île Oahu, éteint
  - Achatinella lehuiensis - Endémique de l'île Oahu, éteint
  - Achatinella livida - Endémique de l'île Oahu, éteint
  - Achatinella papyracea - Endémique de l'île Oahu, éteint
  - Achatinella spaldingi - Endémique de l'île Oahu, éteint
  - Achatinella thaanumi - Endémique de l'île Oahu, éteint
  - Achatinella valida - Endémique de l'île Oahu, éteint
  - Auriculella expansa - États-Unis
  - Auriculella uniplicata - Hawaii
- Amastridae
  - Amastra albolabris - Hawaii
  - Amastra cornea - Hawaii
  - Amastra crassilabrum - Hawaii
  - Amastra elongata - Hawaii
  - Amastra forbesi - Hawaii
  - Amastra pellucida - Hawaii
  - Amastra porcus - Hawaii
  - Amastra reticulata - Hawaii
  - Amastra subrostrata - Hawaii
  - Amastra subsoror - Maui
  - Amastra tenuispira - Hawaii
  - Amastra umbilicata - Hawaii
- Arionidae :

Arion simrothi - Endémique d'Allemagne, éteint.
- Cerastuidae :
  - Rhachis comorensis - Endémique de Mayotte, éteint.
- Cyclophoridae :
  - Cyclosurus mariei - Endémique de Mayotte, éteint ;
  - Cyclophorus horridulum - Endémique de Mayotte, éteint.
- Helicarionidae :
  - Advena campbelli - Île Norfolk
- Helixarionidae :
  - Harmogenanina subdetecta - Endémique de la Réunion, éteint.
- Hydrobiidae :
  - Bythiospeum pfeifferi - Endémique d'Autriche, éteint ;
  - Graecoanatolica macedonica - Endémique du lac Dojran (Macédoine), éteint.
- Neocyclotidae :
  - Amphicyclotulus guadeloupensis - Endémique de Guadeloupe.
- Orthalicidae :
  - Aspastus loyaltiensis - Endémique de Nouvelle-Calédonie, éteint dans les années 1900.
- Partulidae :
  - Partula aurantia - Endémique de Moorea (Polynésie française), éteint.
- Planorbidae :
  - Amphigyra alabamensis - Endémique d'Alabama (États-Unis)
- Pleuroceridae :
  - Athearnia crassa - États-Unis
- Streptaxidae :
  - Gulella mayottensis - Endémique de Mayotte, éteint.

### Bivalvia
- Unionidae :
  - Alasmidonta mccordi - Endémique des États-Unis, éteint ;
  - Alasmidonta robusta - Endémique des États-Unis, éteint ;
  - Alasmidonta wrightiana - Endémique des États-Unis, éteint ;
  - Dysnomia biemarginata - Endémique des États-Unis, éteint dans les années 1960.
- Ostreidae :
  - Crassostrea angulata - Ou "huître portugaise", éteinte dans les années 1970.